# Generación silenciosa
| Generaciones sociales de Occidente |
| --- |
| Generación perdida Generación grandiosa Generación silenciosa Baby boomer Generación X Xennials Generación Y Zillenial Generación Z Generación Alfa Generación Beta |

La generación silenciosa es la cohorte demográfica que sigue a la generación grandiosa y precede a los baby boomers. La generación se define generalmente como las personas nacidas entre 1928 y 1945. Se estima que en 2020 la generación silenciosa abarca el 3.5 % de la población mundial.
En Estados Unidos, la generación fue comparativamente pequeña porque la Gran Depresión del decenio de 1930 y la Segunda Guerra Mundial, a principios y mediados del decenio de 1940, hicieron que la gente tuviera menos hijos. Incluye a la mayoría de los que lucharon durante la guerra de Corea. Se señala que formaron el liderazgo del movimiento por los derechos civiles, así como la mayoría silenciosa.

## Terminología
La revista Time utilizó por primera vez el término generación silenciosa en un artículo del 5 de noviembre de 1951 titulado La generación más joven, aunque el término parece preceder a la publicación. Una razón que se propuso más tarde para este silencio percibido es que como jóvenes adultos durante el macartismo, muchos miembros de la generación silenciosa sintieron que no era prudente hablar.
La cohorte también ha sido llamada Lucky Few (unos pocos afortunados) en el libro de 2008 The Lucky Few: Between the Greatest Generation and the Baby Boom, de Elwood D. Carlson, profesor Sociología de la Población de la Universidad Estatal de Florida. La organización australiana McCrindle Research utiliza el término de Builders para describir a los miembros australianos de esta generación, nacidos entre 1925 y 1945, y que llegaron a la mayoría de edad para convertirse en la generación «que literal y metafóricamente construyó [la] nación después de los años de austeridad posteriores a la Depresión y la Segunda Guerra Mundial».

## Fechas y rango de edad
El Pew Research Center utiliza 1928 a 1945 como años de nacimiento para esta cohorte. Según esta definición, el miembro más viejo de la generación tiene, o va a cumplir, noventa y siete años y el más joven ochenta años en 2025.
Resolution Foundation, en un informe titulado Cross Countries: International comparisons of international trends, utiliza 1926 a 1945 como fechas de nacimiento de la generación.
Los autores William Strauss y Neil Howe utilizan el periodo entre 1925-1942 como años de nacimiento.

## Características
La generación silenciosa fueron hijos de la Gran Depresión, cuyos padres, después de haberse deleitado durante los felices años veinte, ahora se enfrentaban a grandes dificultades económicas y luchaban por mantener a sus familias. Antes de llegar a la adolescencia compartieron con sus padres los horrores de la Segunda Guerra Mundial, pero a través de los ojos de los niños. Muchos perdieron a sus padres o hermanos mayores, que murieron en la guerra. Vieron la caída del nazismo y la catastrófica devastación que provocó la bomba nuclear. Cuando la generación silenciosa comenzó a madurar después de la Segunda Guerra Mundial, se enfrentaron a un orden social devastado, dentro del cual pasarían su temprana edad adulta, y encontraron un nuevo enemigo en el comunismo a través de la traición de los acuerdos de la posguerra y el surgimiento del Bloque Soviético. A diferencia de la generación anterior que había luchado por «cambiar el sistema», la generación silenciosa trataba de «trabajar dentro del sistema». Lo hicieron manteniendo la cabeza baja y trabajando duro, ganándose así la etiqueta de silenciosos. Sus actitudes se inclinaban a no arriesgar y a ir a lo seguro. La crónica de la revista Fortune sobre la promoción universitaria del 49 fue subtitulada «Sin correr riesgos».
Por las experiencias de su infancia durante la Gran Depresión y la insistencia de sus padres en ser frugales, tienden a ser ahorrativos e incluso avaros. Prefieren maximizar la vida útil de la propiedad, es decir, «hacer valer su dinero». Esto puede llevar a la acumulación de capitales bajo la apariencia de «no ser derrochador».
Como sus propios padres, los silenciosos tendían a casarse y tener hijos siendo jóvenes. Los silenciosos estadounidenses se destacan por ser los más jóvenes de todas las generaciones en casarse y formar familias. Como padres jóvenes, esta generación dio a luz principalmente a los baby boomers, mientras que los miembros más jóvenes de la generación y los miembros más viejos que postergaron la formación de una familia hasta más tarde dieron a luz a la generación X. Mientras que el divorcio se consideraba un pecado a los ojos de la generación anterior, los silenciosos fueron la generación que reformó las leyes matrimoniales para optar por el divorcio y disminuir el estigma. Esto condujo a una ola de divorcios entre las parejas de la generación silenciosa a partir de entonces en Estados Unidos.
Sus miembros nunca se levantaron en protesta como una entidad política unificada. Debido a que «seguir las reglas» había demostrado ser un éxito para los silenciosos y había llevado a una creación de riqueza increíble y estable, fue común que sus hijos boomer y gen X se distanciaran de ellos debido a su naturaleza rebelde diametralmente opuesta, sus preocupaciones sociales y las dificultades económicas desconocidas para los silenciosos, creando una conciencia generacional diferente. Por ejemplo, los boomer fueron decisivos en la creación de la contracultura de la década de 1960 y el surgimiento de puntos de vista de izquierdas considerados como antisistema, aquellos que iban directamente en contra de la metodología del «trabajo dentro del sistema» que los silenciosos adoraban. Los niños de la generación X crecieron en los años setenta y ochenta con la amenaza de una guerra nuclear que se cernía sobre ellos y una visión sombría del futuro, lo que contribuyó a su desafección generacional, en contraste con la perspectiva optimista de sus padres de la generación silenciosa.
El estilo de crianza conocido por los silenciosos y las generaciones anteriores a ellos se originó a finales de 1800. Representativa de esto fue la idea de que «los niños deben ser vistos pero no escuchados». Estas ideas fueron cuestionadas en última instancia después de la publicación en 1946 del libro The Common Sense Book of Baby and Child Care de Benjamin Spock que influyó en las opiniones de algunos boomers sobre la crianza y los valores familiares cuando ellos mismos se convirtieron en padres. Estas opiniones conflictivas, consideradas demasiado permisivas por los silenciosos, distanciaron aún más a esos boomers de sus padres y, entre otras cosas, dieron lugar a mediados de la década de 1960 al término brecha generacional para describir inicialmente el conflicto de valores culturales entre los silenciosos y sus hijos boomer (y más tarde los gen X).